# Vlag van New Orleans

Vlag van New Orleans

De vlag van New Orleans is de officiële vlag van de stad New Orleans. De vlag heeft een groot wit veld met drie gouden fleur de lis en wordt aan de bovenkant omzoomd door een rode baan en aan de onderkant door een blauwe baan. De aanwezigheid van de fleur de lis, een gestileerde afbeelding van een bloem en een traditioneel Frans symbool, laat het Franse erfgoed en de sterke banden van de stad met Frankrijk zien.
Het witte veld is het symbool van rechtvaardigheid en de regering, de blauwe streep staat voor vrijheid en de rode streep voor broederschap. Bovendien zijn dit ook de kleuren van de vlag van Frankrijk. Het witte veld is vijf keer zo breed als de strepen. De drie in driehoekige vorm gegroepeerde fleur de lis vertegenwoordigen New Orleans volgens de principes van regering, vrijheid en broederschap.
De stad New Orleans nam haar officiële vlag aan in januari 1918, nadat het ontwerp was gekozen uit bijna 400 ideeën die waren ingediend bij het Citizen's Flag Committee ter voorbereiding op de viering van het tweehonderdjarig bestaan van de stad.